# Майк Франц (футболіст, 1981)
Майк Франц (нім. Maik Franz, нар. 5 серпня 1981, Мерзебург) — німецький футболіст, що грав на позиції захисника.
Виступав, зокрема, за клуб «Вольфсбург», а також молодіжну збірну Німеччини.

## Клубна кар'єра
Народився 5 серпня 1981 року в місті Мерзебург. Франц є вихованцем клубу «Лангенштейн», де почав тренуватися з 6 років. Потім виступав за юніорські команди «Германія» (Гальберштадт), а також клуб «Магдебург», до якого приєднався в 1998 році. У складі молодіжної команди Франц виграв Молодіжний кубок Німеччини у 1999 році. У 2000 році був включений до заявки першої команди і за сезон взяв участь у 29 матчах чемпіонату.
Своєю грою за цю команду привернув увагу представників тренерського штабу вищолігового клубу «Вольфсбург», до складу якого приєднався 2001 року. Він дебютував у Бундеслізі 11 серпня 2001 року в матчі проти дортмундської «Боруссії» (0:4). 8 листопада 2003 року в матчі проти «Фрайбурга» (2:3) забив свій перший гол у Бундеслізі. Всього відіграв за «вовків» наступні п'ять сезонів своєї ігрової кар'єри.
Згодом з 2006 по 2011 рік грав у складі команд «Карлсруе СК» та «Айнтрахт», а завершив ігрову кар'єру у команді «Герта», за яку виступав протягом 2011—2014 років.

## Виступи за збірну
2004 року залучався до складу молодіжної збірної Німеччини, разом з якою брав участь у молодіжному чемпіонаті Європи 2004 року, де німці несподівано не вийшли з групи.